# Bidentina
Bidentina es un género de foraminífero bentónico considerado un sinónimo posterior de Spiroloculina de la familia Spiroloculinidae, de la superfamilia Milioloidea, del suborden Miliolina y del orden Miliolida. Su especie tipo era Spiroloculina communis. Su rango cronoestratigráfico abarcaba el Holoceno.

## Clasificación
Bidentina incluía a la siguiente especie:
- Bidentina communis, aceptado como Spiroloculina communis